# Jean Hermans

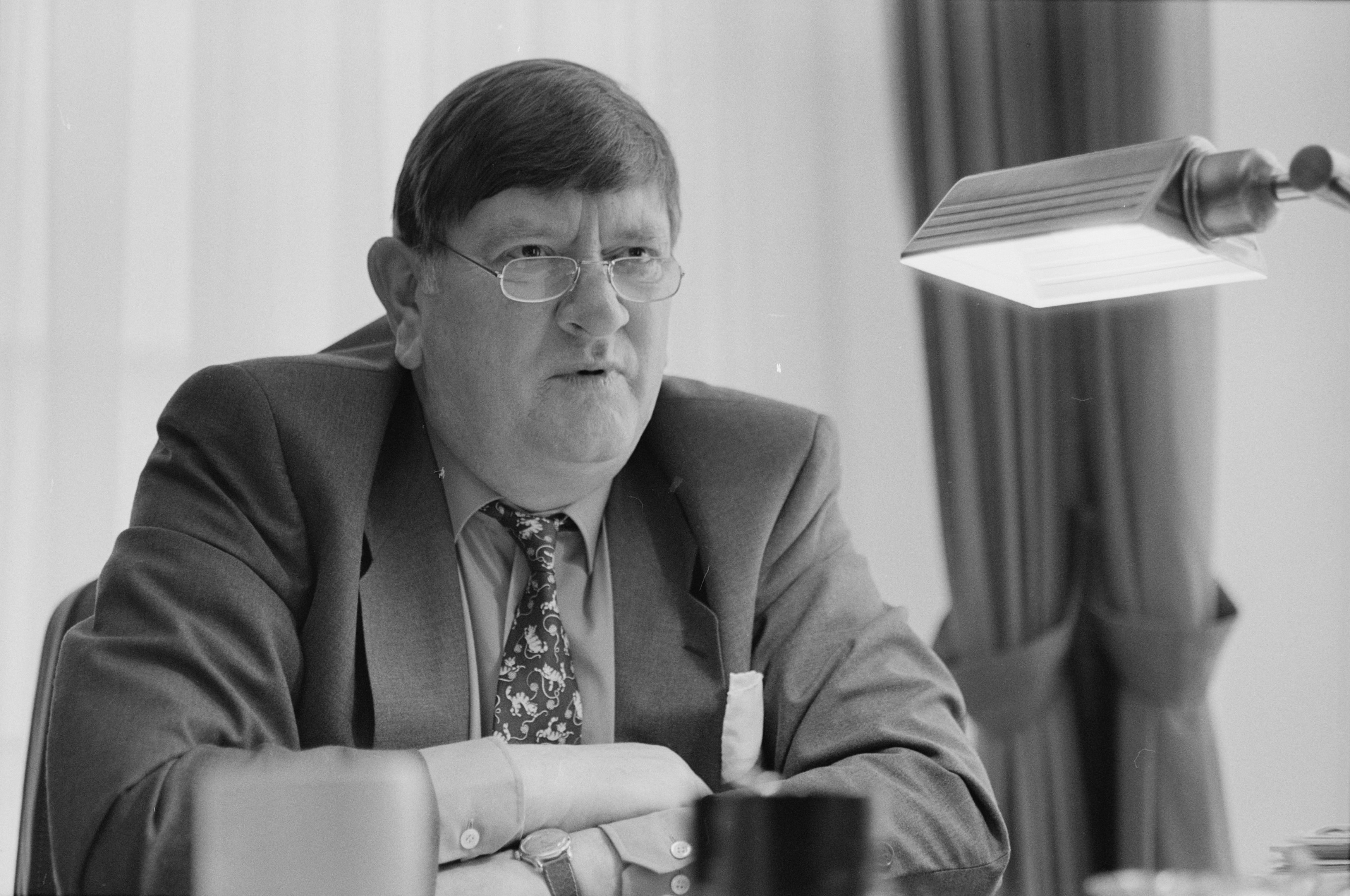
Jean Hermans in 1997

Jean Lambert Egidius Marie Hermans (Susteren, 27 mei 1941 – Spaubeek, 17 januari 2014) was een Nederlands politicus van de VVD.
Hij werd geboren in Susteren waar zijn vader J.J. Hermans (1898-1963) toen burgemeester was. Hij heeft sociale wetenschappen gestudeerd aan de Katholieke Economische Hogeschool in Tilburg. Rond 1968 werd drs. J.L.E.M. Hermans de directeur van een centrum van maatschappelijk werk voor Sittard en omgeving en in april 1975 volgde zijn benoeming tot burgemeester van Hulsberg. In 1979 werd hij benoemd tot burgemeester van Hillegom. In 2000 werd vanwege zijn ernstige ziekte Roos Bosua-van Gelderen benoemd tot waarnemend burgemeester van Hillegom en in 2002 kwam formeel een einde aan zijn burgemeesterschap.  Hij overleed begin 2014 op 72-jarige leeftijd.
Zijn zoon Max Hermans zat van 2003 tot 2006 voor Lijst Pim Fortuyn in de Tweede Kamer.